# Loyalist
Loyalist es un municipio canadiense situado en la provincia de Ontario.

## Superficie
Loyalist tiene una superficie de 342,72 km².

## Demografía
En 2021, tenía 17 943 habitantes, una densidad poblacional de 52,4 hab./km², y 7145 viviendas.